# 路易斯·波伊塞洛特
路易斯·波伊塞洛特（Louis-Constantin Boisselot，1809年3月11日生于蒙彼利埃 - 1850年6月5日终于马赛），法国钢琴制造家。

## 生平
1835年11月，他与一位马赛商人的女儿FortunéeFunaro结婚。他们有一个儿子，名为马里·路易斯·弗朗索瓦·波伊塞洛特（Marie-Louis-François Boisselot，1845-1902年），或称费伦茨（Franz），因为他的教父是李斯特·费伦茨（Franz Liszt，1811-1886年），他也是波伊塞洛特一家的长期朋友。 在1844年巴黎世博会上，他推出了一款带有“踏板音阶（pedal tone）”的钢琴，这比1874年史坦威（Steinway）重新推出的“延音机制（sostenuto mechanism）”更早。  他的家族历代都在接手经营事业，直到19世纪末。
魏玛古典基金会的收藏包括波伊塞洛特&菲尔斯工场（马赛1846年）制造的三角钢琴(3)，这架钢琴作为礼物送给了李斯特·费伦茨（Franz Liszt），而他在魏玛时期的作品就是在这架钢琴上创作的。 李斯特在1862年给泽维尔·波伊塞洛特（Xavier Boisselot）的信中表达了对这个乐器的热爱：“虽然琴键因过去、现在和未来的音乐而几乎被磨破，但我决不同意更换它，并决心将它作为我最喜爱的工作伙伴，一直陪伴我到生命的最后一刻”。
魏玛古典基金会选择了钢琴制造家保罗·麦克诺提（Paul McNulty）来制造李斯特的1846年款波伊塞洛特私人钢琴的复制版。 该钢琴是南德政府为李斯特200周年庆典项目而制造的。原版和复制版均为魏玛古典基金会所有。

## 外部連結
- 在魏玛的李斯特波伊塞洛特钢琴 （页面存档备份，存于）
- 波伊塞洛特op. 2800，1846年款——保罗·麦克诺提复制版 （页面存档备份，存于）